# Kirchberg (Berna)
Kirchberg és un municipi del cantó de Berna (Suïssa), situat al districte de Burgdorf.

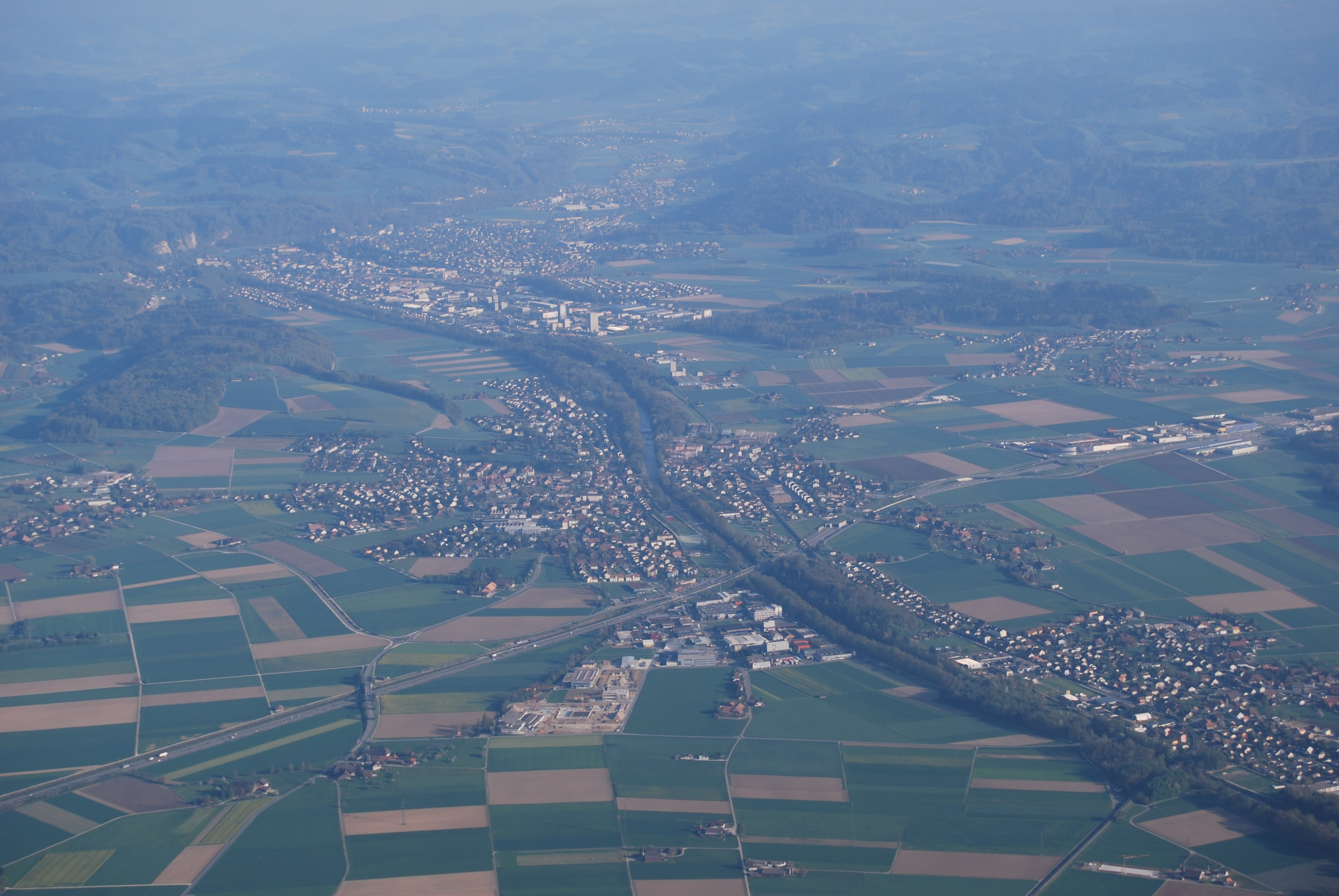
Kirchberg